# Mitică Iancu
Mitică Iancu (n. 1 octombrie 1935 la Tudor Vladimirescu, Galați - d. 24 februarie 2001 la Tudor Vladimirescu) a fost un actor român.
Printre rolurile jucate în decursul carierei sale, se pot aminti:
- Nae Ipingescu ("O noapte furtunoasă")
- Conu' Leonida ("Conu Leonida față cu reacțiunea")
- Iordache ("D-ale carnavalului").

A murit asfixiat în urma unui incendiu.

## Filmografie
- Baloane de curcubeu (1983)
- Lovind o pasăre de pradă (1983)
- Piciu (1985)